# エスラインギフ

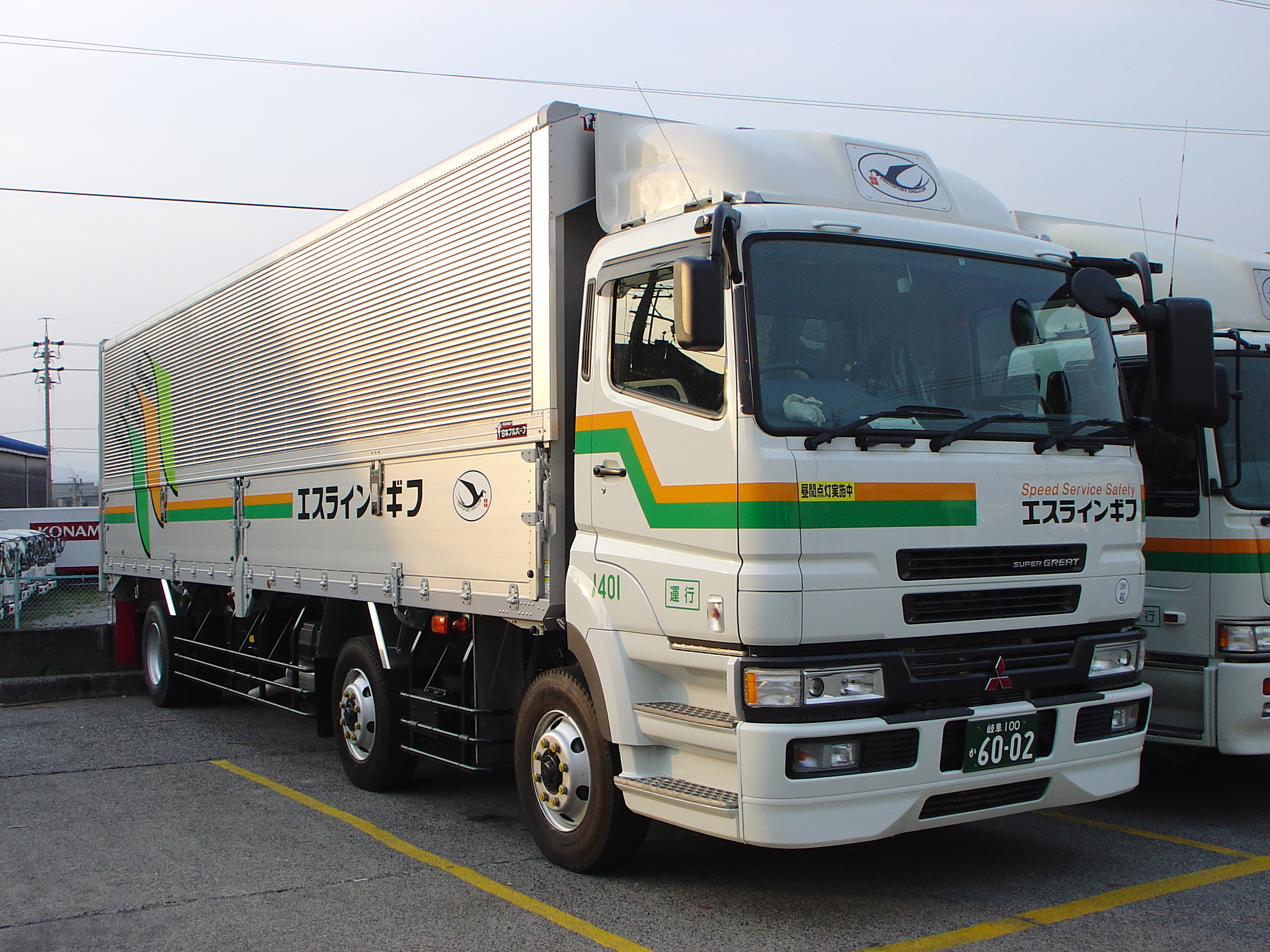
路線車両

株式会社エスラインギフは、岐阜県羽島郡岐南町に本社を置く日本の運送会社。エスライングループ本社の連結子会社。
また、スクールバス等の運行業務請負部門を持つ。

## 沿革
- 1947年（昭和22年） - 岐阜合同産業株式会社設立。
- 1948年（昭和23年） - 岐阜トラック株式会社に商号変更。
- 1949年（昭和24年） - 岐阜トラック運輸株式会社に商号変更。
- 1972年（昭和47年） - 株式会社エスラインギフに商号変更。
- 1978年（昭和53年） - 名古屋証券取引所に上場。
- 1980年（昭和55年） - 同証券取引所2部に上場。
- 2000年（平成12年） - ISO 14001認証取得（本社・岐阜支店）。
- 2002年（平成14年） - 岐南町巡回バスの運行業務受託。
- 2004年（平成16年） - 岐阜競輪場ファン感謝バス運行業務受託（JR岐阜駅バスターミナル・岐阜バスターミナル～岐阜競輪場等。旧岐阜市営バスから譲渡された車両を使用）。
- 2006年（平成18年） - 従前の法人は純粋持株会社に移行し、社名を株式会社エスラインに変更。株式会社エスラインギフ設立。
- 2008年（平成20年） - 岐阜競輪場ファンバスの運用から撤退（運行はドライビングサービスに移管）。
- 2009年（平成21年） - 岐南町巡回バス廃止により、運行業務受託を解除。

## その他
キャラクターは荷物をくわえたツバメを使用している。
かって、取り扱い店には「スワロー急便　110番2」という看板がかかげられていた。「110番2」というのは、電話番号の末尾が1102から付けられていたのだが、1980年代、この看板をみて、警察の110番に電話をして荷物の宅配を頼むというトラブルが続出し、看板は順次撤去されたという。
一部家電量販店（コジマなど）と提携して、家庭用電化製品の組み立て設定も行っている。
福岡県内の支店はエスラインギフの支店。
北海道内を中心に名前の似た物流サービスのスワロー特急便を展開している札樽自動車運輸との資本・人的関係は一切ない（両者共に市内に営業所を置いている）。